# مضادات الدوبامين
مضادات الدوبامين (بالإنجليزية: Dopamine antagonist)‏ هي أدوية تعمل حاصرات لمستقبلات الدوبامين. هناك خمسة أنواع معروفة لمستقبلات الدوبامين في جسم الإنسان، توجد في المخ والجهاز العصبي المحيطي، الأوعية الدموية، القناة الهضمية والكلية.
من أمثلة مضادات الدوبامين: الفينوتيازين، الميتوكلوبراميد، الدومبيريدون. تستخدم لمعالجة القياء والغثيان الناجمين عن مختلف الأسباب بما فيها التأثيرات السامة لبعض الأدوية، وللوقاية قبل العمليات الجراحية. قد تتجاوب الاضطرابات الدهليزية للمعالجة بالفينوتيازينات رغم ازدياد خطر عدم التوازن خاصة لدى الكهول.

## استعمالات
تستعمل مضادات الدوبامين في أمراض عديدة كالفصام والغثيان والتقيؤ  والاضطراب العصبي ثنائي القطب (الاكتئابي-الهوسي)

كلوزابين مضاد ذهان من الجيل الثاني

## آثار جانبية
الآثار الجانبية لمضادات الدوباين D2 هي آثار جانبية مركزية لأن مضادات الدوبامين D2 تحاصر مستقبلات الدوبامين في الجملة العصبية المركزية ومن هذه الآثار :
زيادة افراز هرمون البرولاكتين نتيجة حصار مستقبلات الدوبامين D2 في الوطاء والنخامى 
كما أن المعالجة الطويلة الأمد بمضادات الدوبامين تؤدي إلى اضطرابات خارج هرمية نتيجة حصار مستقبلات الدوبامين في الجسم المخطط

## أمثلة عنها
- أميتربتيلين
- كلوزابين
- كلوميبرامين
- آسيبرومازين
- كلوربرومازين
- تريفلوبيريدول
- زيبراسيدون
- أولانزابين
- سلبيريد
- كويتيابين
- ميتوكلوبراميد
- هالوبيريدول
- فلوفينازين
- فلوبينتكسول